# Kammspinnen
Die Kammspinnen (Ctenidae), selten auch Tropische Wolfspinnen genannt, bilden eine Familie innerhalb der Ordnung der Webspinnen. Zu dieser Familie zählen sowohl kleinere, als auch vergleichsweise große Spinnenarten, die vorzugsweise in den Tropen verbreitet sind. Alle Kammspinnen sind nachtaktiv und leben nomadisch und legen auch für den Fangzweck kein Spinnennetz an, sondern jagen freilaufend als Lauerjäger. Auch besitzen die Arten der Familie wie viele der Überfamilie der Wolfspinnenartigen (Lycosoidea) zugehörige Spinnen ein charakteristisches Fortpflanzungsverhalten mit ausgeprägter Balz und ein ebenso bemerkenswertes Brutpflegeverhalten.
Der Trivialname „Kammspinnen“ deutet auf die kammförmig angeordneten Tarsalklauen der Beine, während die Bezeichnung „Tropische Wolfspinnen“ von dem in den Tropen gelegenen Verbreitungsschwerpunkt der Familie sowie von deren Ähnlichkeit zu den zur gleichen Überfamilie zählenden Wolfspinnen (Lycosidae) rührt.
Zu den Kammspinnen zählt auch die prominente Brasilianische Wanderspinne (Phoneutria nigriventer), die zu den wenigen Spinnen gezählt wird, deren Biss auch beim Menschen lebensbedrohliche Auswirkungen haben kann. Eine weitere bekannte Art ist die Wasserjagdspinne (Ancylometes bogotensis), die eine amphibische Lebensweise vollführt. Einzelne Arten werden außerdem als Heimtiere im Bereich der Terraristik gehalten.

## Merkmale

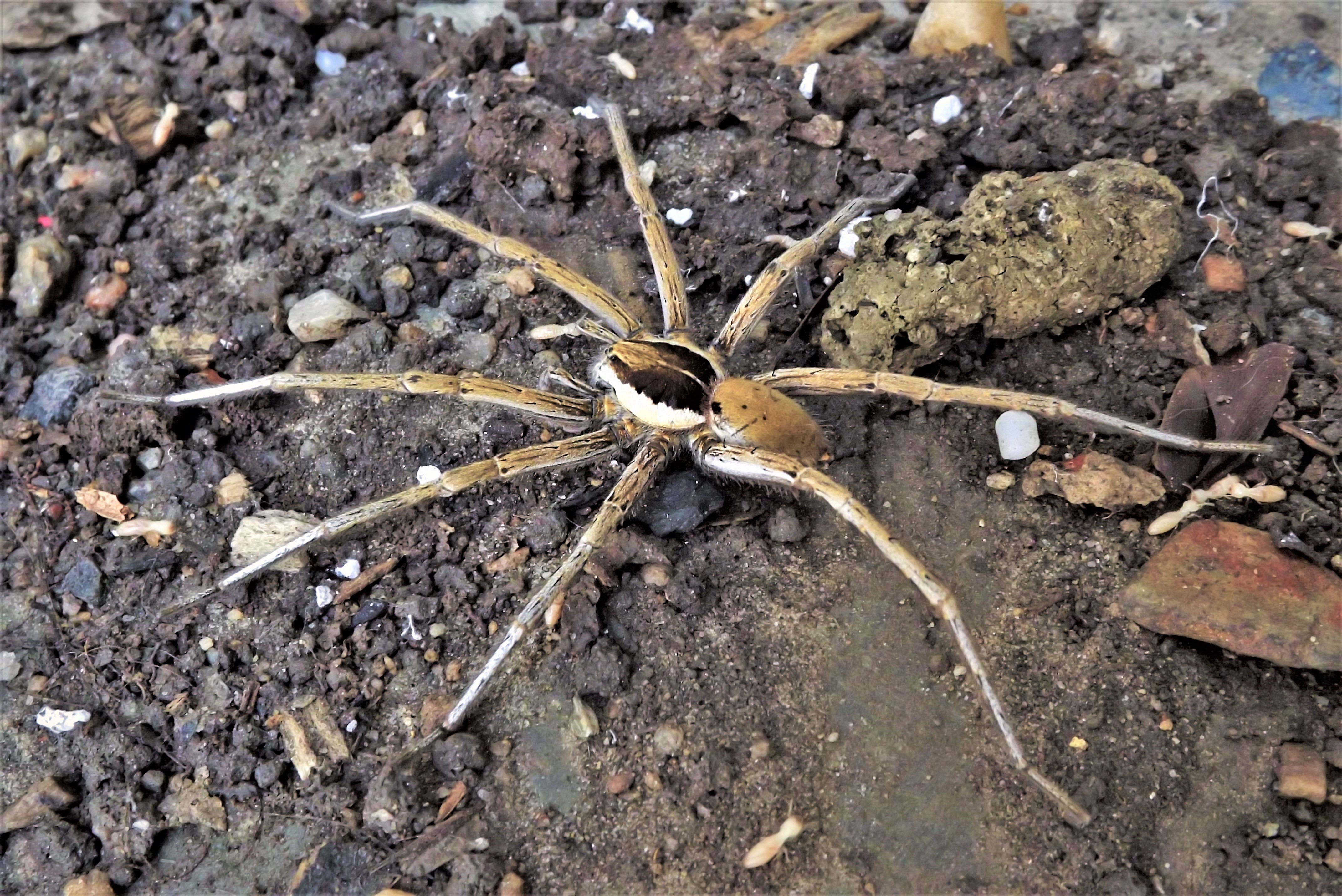
Männchen der Riesenfischerspinne (Ancylometes rufus)

Kammspinnen sind kleine bis große Vertreter der Echte Webspinnen (Araneamorphae) und weisen je nach Art eine Körperlänge von gut vier bis 50 Millimetern auf. Manche Arten der Gattung Ancylometes können eine Körperlänge von ca. 40 und eine Beinspannweite von gut 200 Millimetern erreichen, während einige der Bananenspinnen (Phoneutria) eine Körperlänge von etwa 50 und eine Beinspannweite von ca. 180 Millimetern erlangen können. Damit sind die Arten letzterer Gattung von der Körperlänge her die größten Echten Webspinnen, obgleich die Beinspannweite der Vertreter dieser abgesehen von welchen der Gattung Ancylometes auch noch von einigen Riesenkrabbenspinnen (Sparassidae) übertroffen wird.

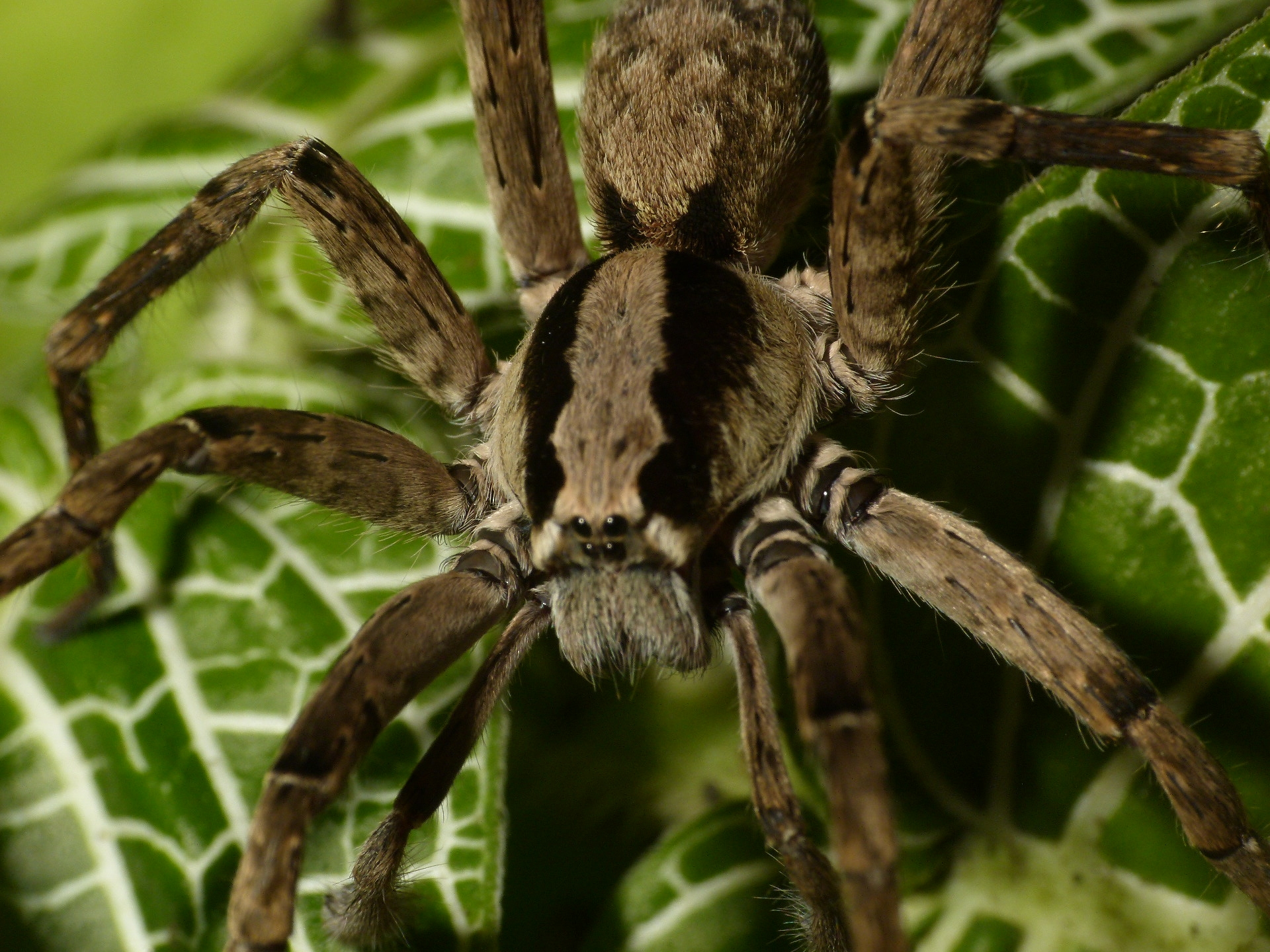
Detailaufnahme einer männlichen Kammspinne mit guten Blick auf den Carapax, die Augen und die Cheliceren.

Der Carapax (Rückenschild des Prosomas, bzw. Vorderkörpers) der Kammspinnen ist länger als breit und mehr oder weniger hoch gewölbt. Der cephale (am Kopf gelegene) Bereich ist eher kurz und meistens höher oder in seltenen Fällen auch niedriger als der thoarische (an der Brust gelegene) Bereich. Die Spinnen dieser Familie besitzen wie die meisten Webspinnen acht Augen, die in drei Reihen übereinander angeordnet sind. Die Anordnung der Augen lautet zumeist 2-4-2 und seltener 4-2-2. Dabei befinden sich im Falle der ersten Anordnung die unteren Mittelaugen in der ersten Reihe, die oberen Mittelaugen und die vorderen Seitenaugen in der zweiten Reihe und die hinteren Seitenaugen in der dritten Reihe. Durch diese Anordnung entsteht frontal betrachtet der Eindruck, es handelt sich um zwei nach hinten gebogene Augenreihen. Die Fovea (Apodem) ist bei den Kammspinnen in Längsrichtung ausgelegt. Die Cheliceren (Kieferklauen) sind senkrecht abwärts gerichtet und erscheinen recht kräftig. Sie sind außerdem vergleichsweise kurz und vorne mehr oder weniger gewölbt. Die bei den Kammspinnen allgemein recht kräftigen Cheliceren sind anders als es bei Spinnen üblich ist, an der Basis nicht miteinander verschmolzen. Außerdem besitzen sie bei den Arten dieser Familie je einen deutlich erkennbaren Condylus (Gelenkkopf). Beide Marginal-, bzw. Randseiten sind gezahnt und besitzen eine Scopula (Haftbehaarung). Die Laden (umgebildete Coxen der Pedipalpen) sind doppelt so breit wie lang und vorne zumeist breiter als hinten. Sie sind parallel zueinander angelegt und besitzen anders als das Labium (sklerotisierte, bzw. gehärtete Platte zwischen den Maxillen an der Vorderseite des Sternums) keine Scopula, wobei diese bei letzterer ziemlich dicht angelegt ist. Das Labium kann bei den Kammspinnen verschieden lang ausfallen und ebenso bezüglich der Form variieren. Vorne kann es gerade oder gerundet verlaufen oder auch abgeschnitten erscheinen. Das Sternum (Rückenschild des Prosomas) besitzt eine vergleichsweise kurze Länge und ist im Regelfall nicht länger als breit.

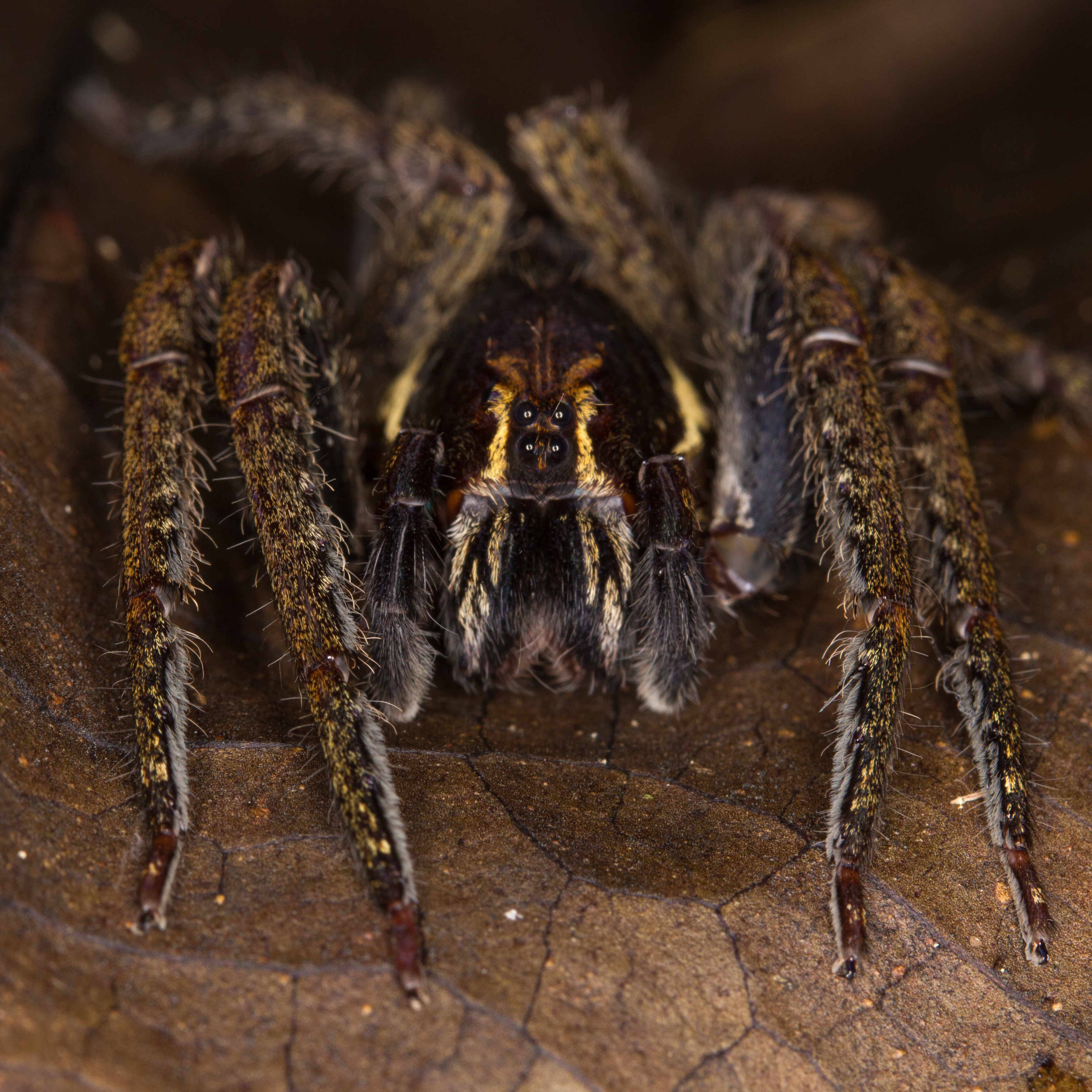
Frontalansicht einer weiblichen Kammspinne mit gut erkennbaren Beinstrukturen

Die Beine der Kammspinnen können verschieden lang sein. Dabei ist jedoch das vierte Beinpaar drei bis fünf Mal so lang wie das Prosoma und im Regelfall länger als die übrigen, während das dritte Beinpaar das kürzeste ist. Außerdem ist das zweite Beinpaar meist kürzer als das erste. Oftmals ist eine Scopula an den Tarsen (Fersenglieder) ausgeprägt. Die Endbereiche der Tarsen besitzen je zwei stark zurückgebogene und gezähnte Klauen. Anstelle der bei anderen Spinnen vorhandenen dritten Klaue befindet sich hier eine dichte und recht lange Haarbürste. Die beiden Klauen sind kammförmig angeordnet und verleihen den Kammspinnen somit ihre Trivialbezeichnung. Die Pedipalpen (umgewandelte Extremitäten im Kopfbereich) weisen bei weiblichen Kammspinnen je eine gezähnte Klaue auf, die den männlichen Tieren fehlt.

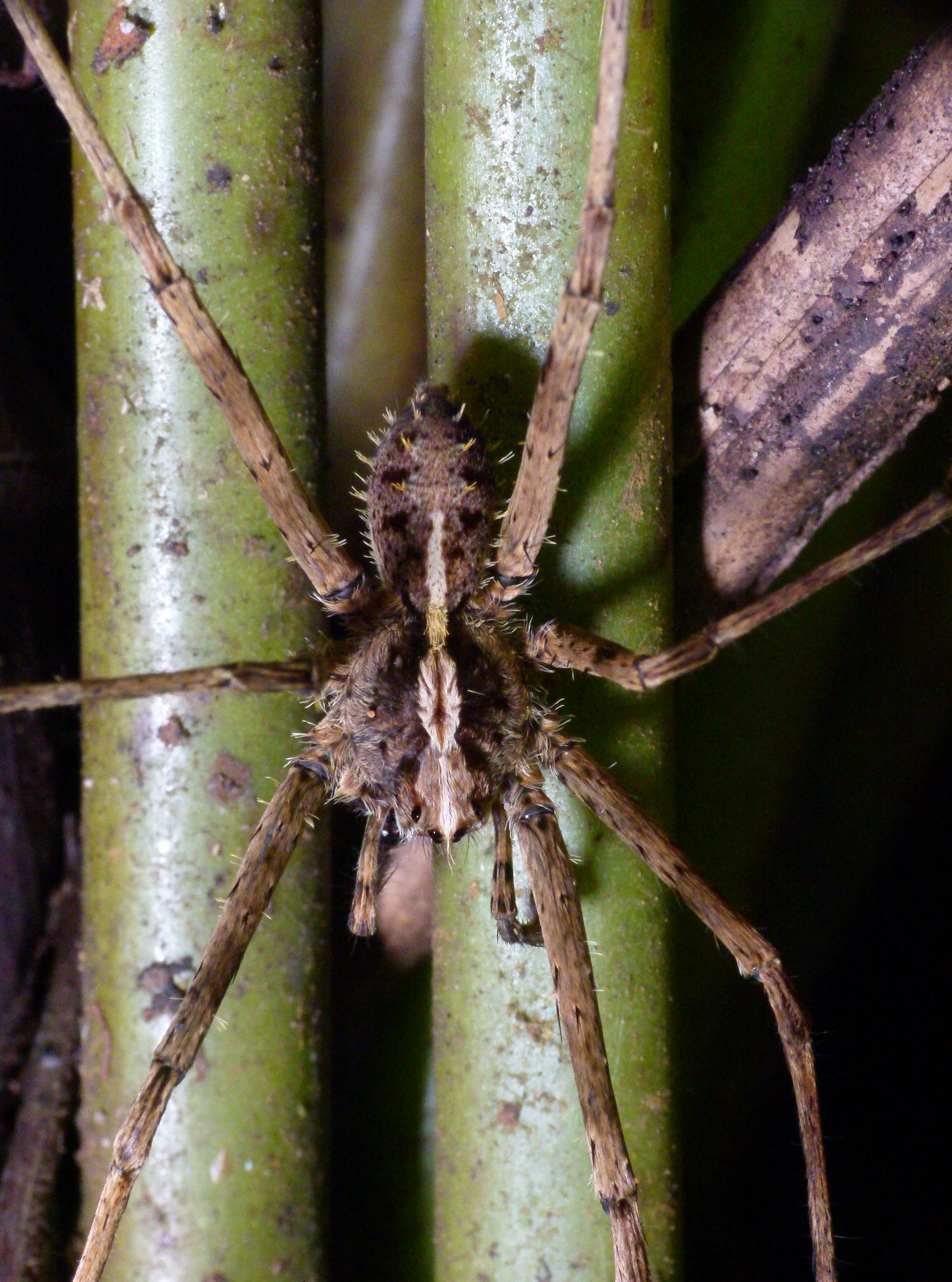
Dorsalansicht einer männlichen Kammspinne mit den hier gut erkennbaren Musterungen auf dem Carapax und dem Opisthosoma

Am Opisthosoma (Hinterleib) besitzen die Kammspinnen ein Paar Buchlungen (Atmungsorgane), was im Vergleich zu anderen Spinnen eine vergleichsweise geringe Anzahl ist. Bei den Spinnwarzen liegt ein einzelnes Stigmum (Atemöffnung). Die Arten der Familie verfügen über sechs je paarig angeordneten Spinnwarzen. Davon ist das untere Paar meistens breiter und liegt in der Länge zwischen den beiden anderen, während das obere Paar im Regelfall das längste ist. Demzufolge ist das mittlere Paar am kürzesten und gleichzeitig dünsten. Es befindet sich verborgen zwischen den beiden anderen Paaren. Kammspinnen zählen zu den sogenannten ecribellaten Spinnen, ihnen fehlt also ein Cribellum und ein Calamistrum, die hier zu einem Colulus zurückgebildet sind.

### Genitalmorphologische Merkmale
Ein Merkmal aller männlichen Kammspinnen ist das Vorhandensein einer basalen (an der Basis befindlichen) Lappung an der promarginalen (innen vorderseitigen) Fläche des Embolus, bzw. dem letzten Sklerit oder Hartteil eines einzelnen Bulbus (männliches Geschlechtsorgan). Bei weiblichen Individuen dieser Familie ist der mediane (mittlere) Bereich der Epigyne (weibliches Geschlechtsorgan) als sklerotisierte Platte ausgeprägt.

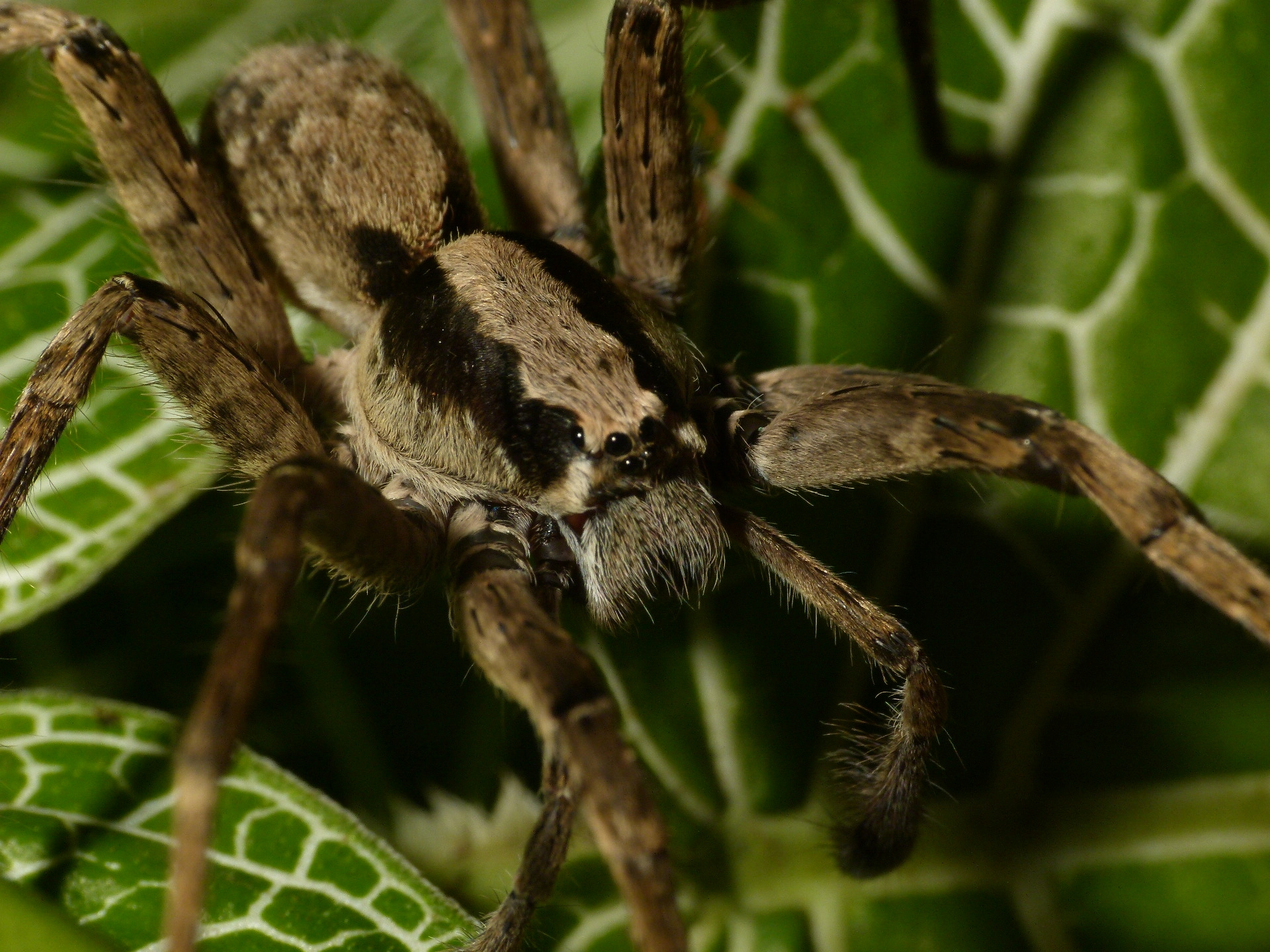
Weitere frontale Detailansicht einer männlichen Kammspinne mit einem gut erkennbaren Bulbus
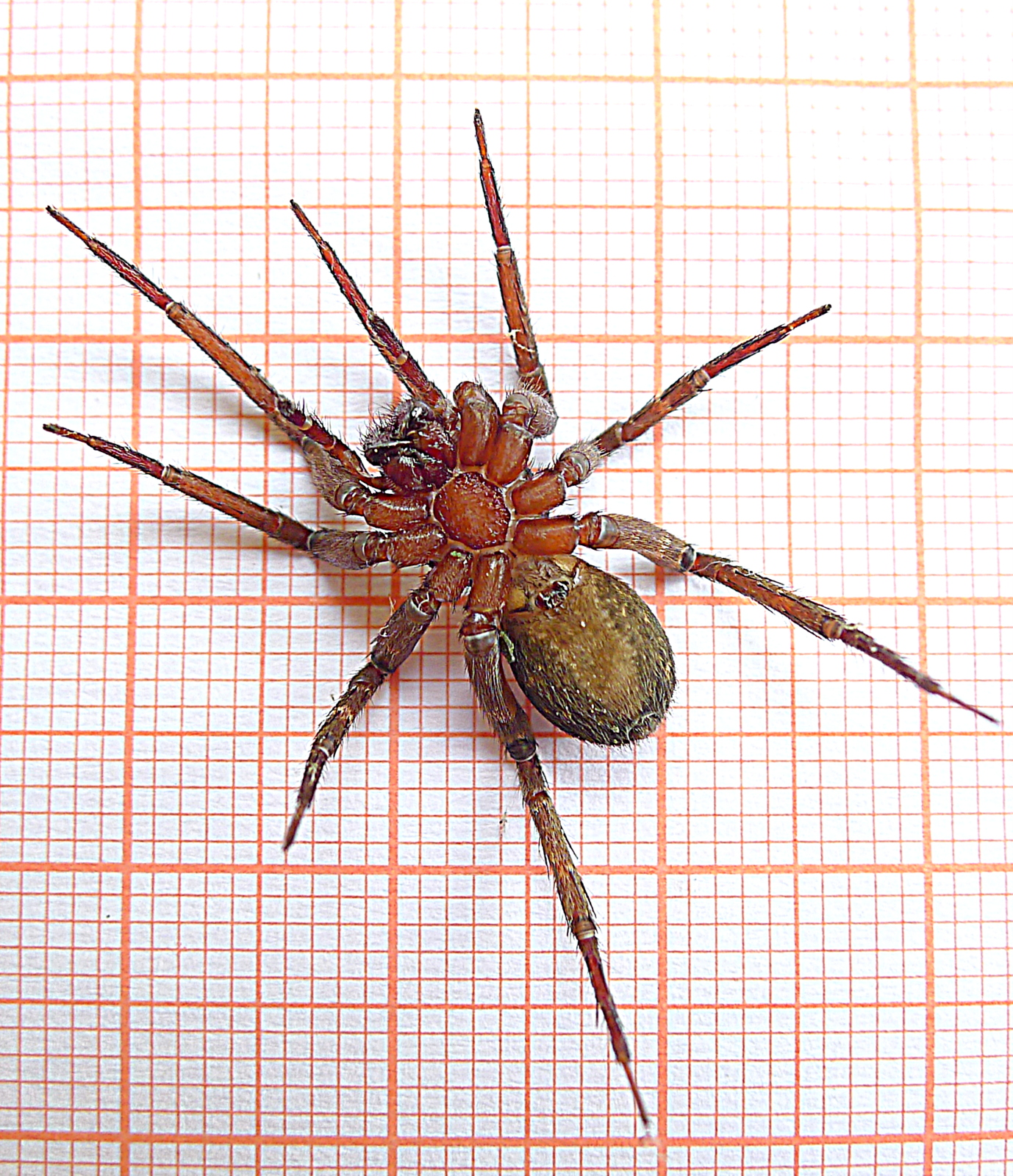
Ventralansicht eines Weibchens der Gattung Isoctenus mit erkennbarer Epigyne

### Ähnlichkeiten mit anderen Spinnenfamilien
Die Kammspinnen ähneln besonders den ebenfalls zur Überfamilie der Wolfspinnenartigen (Lycosoidea) zählenden Wolfspinnen (Lycosidae) und den Arten der Gattung der Uferjäger (Dolomedes), die zur Familie der Raubspinnen (Pisauridae) zählt. Auch diese Familie ist wiederum gleicher Überfamilie untergeordnet. Von Vertretern beider Gruppen lassen sich die Kammspinnen durch das Fehlen der Haarbürste unterscheiden. Ein ähnliches Merkmal ist dafür bei den Arten der nicht näher verwandten Familien der Laufspinnen (Philodromidae) und der Plattbauchspinnen (Gnaphosidae) zu finden.

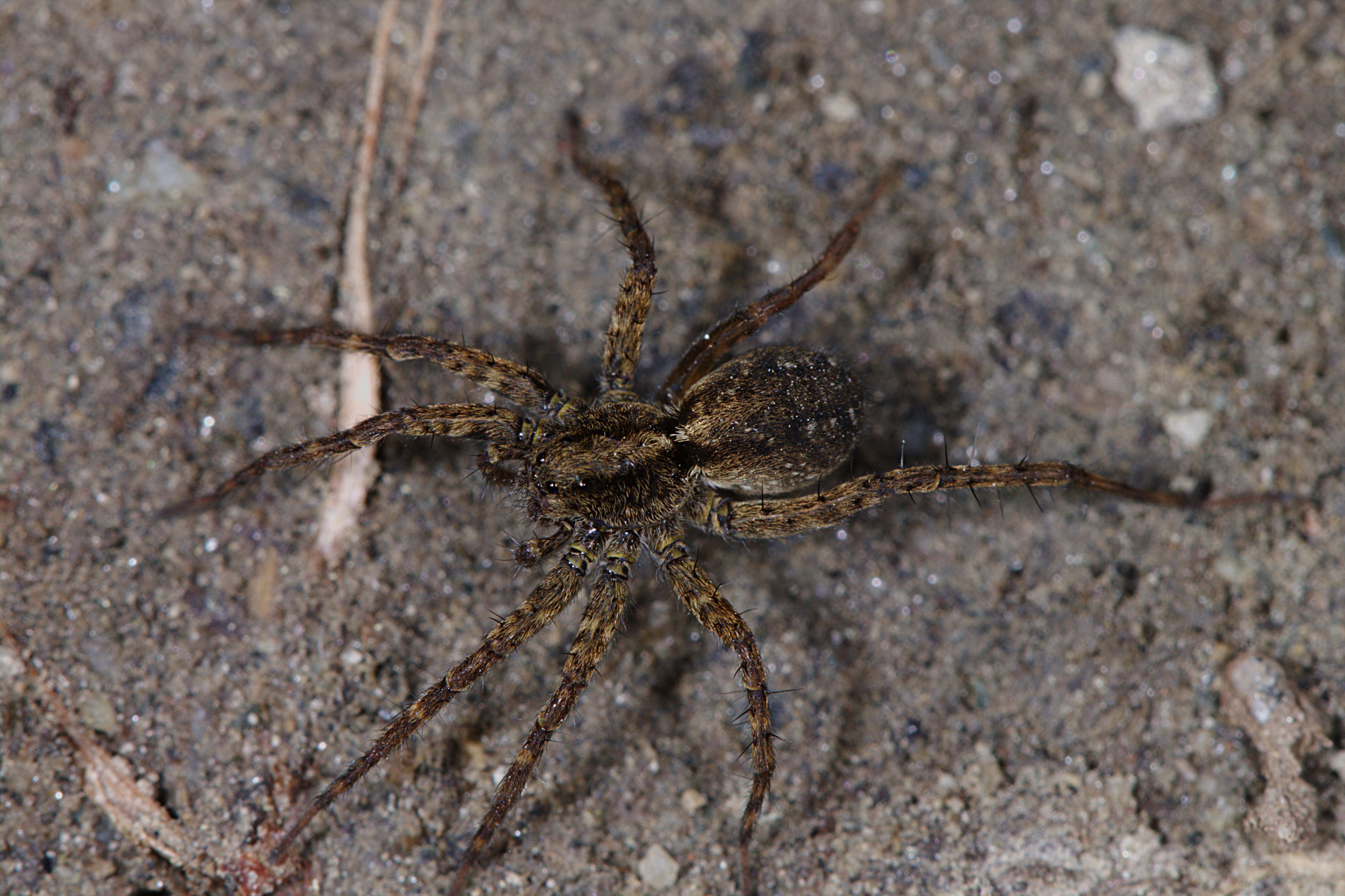
Sowohl den Wolfspinnen (Lycosidae)...
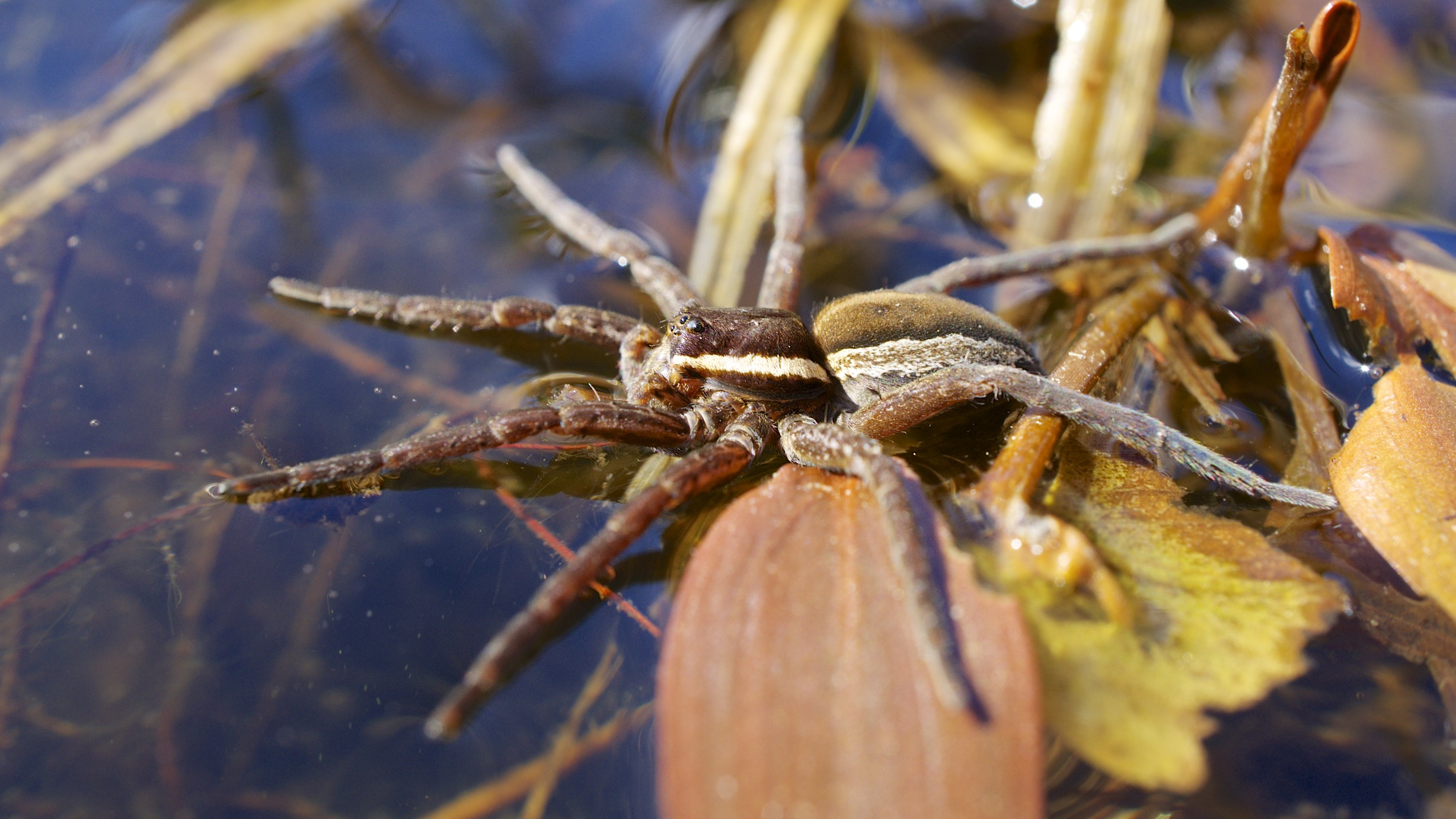
...als auch den Uferjäfern (Dolomedes) fehlt die bei Kammspinnen vorhandene Klauenbürste.
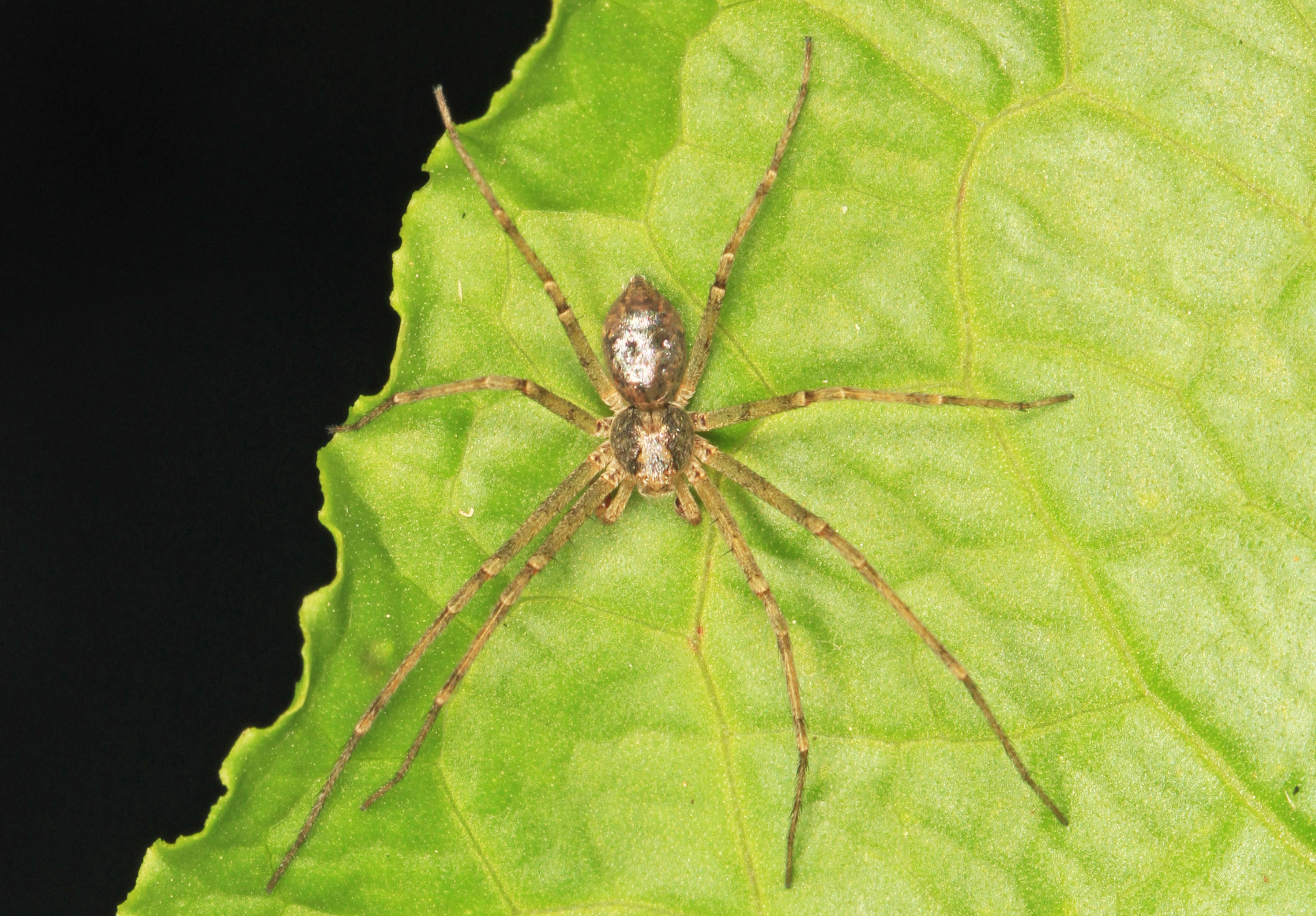
Dafür ist bei den Laufspinnen (Philodromidae)...
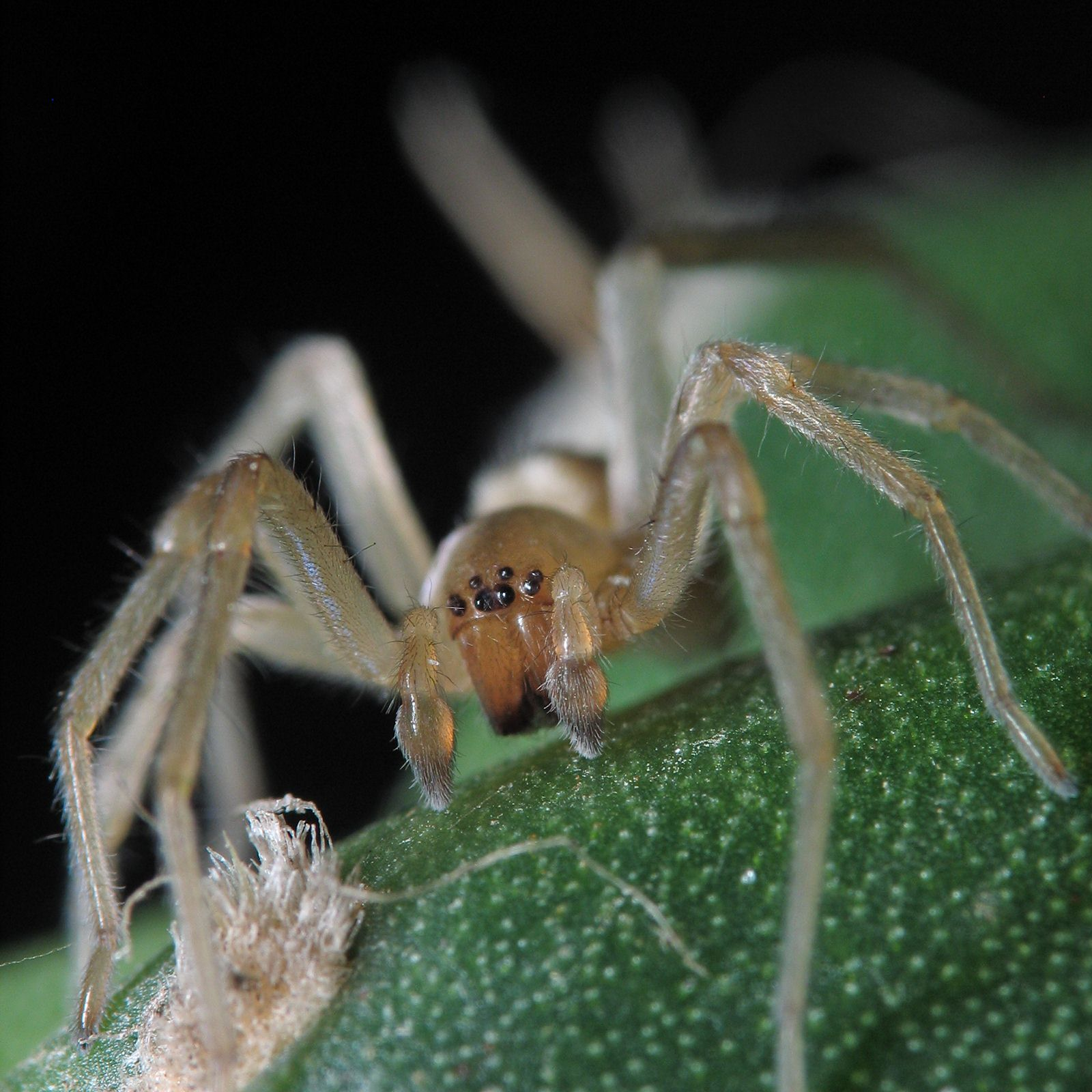
...und bei den Plattbauchspinnen (Gnaphosidae) ein ähnliches Merkmal vorhanden.

## Verbreitung

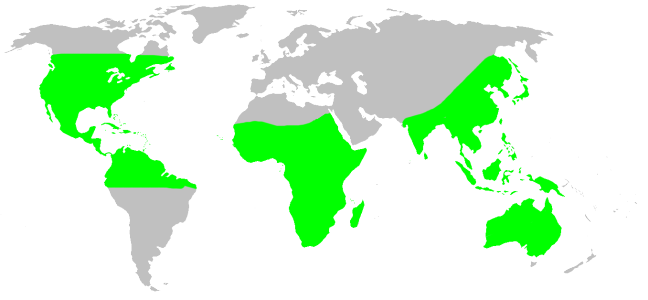
Verbreitungskarte der Kammspinnen

Die Familie der Kammspinnen sind in allen Kontinenten mit Ausnahme von Europa und der Antarktika vertreten, das Hauptverbreitungsgebiet der Familie sind jedoch die Tropen. Die Lebensräume der Kammspinnen können unterschiedlich sein. Viele Arten bewohnen jedoch entsprechend dem Verbreitungsschwerpunkt der Familie Regenwälder.

## Lebensweise

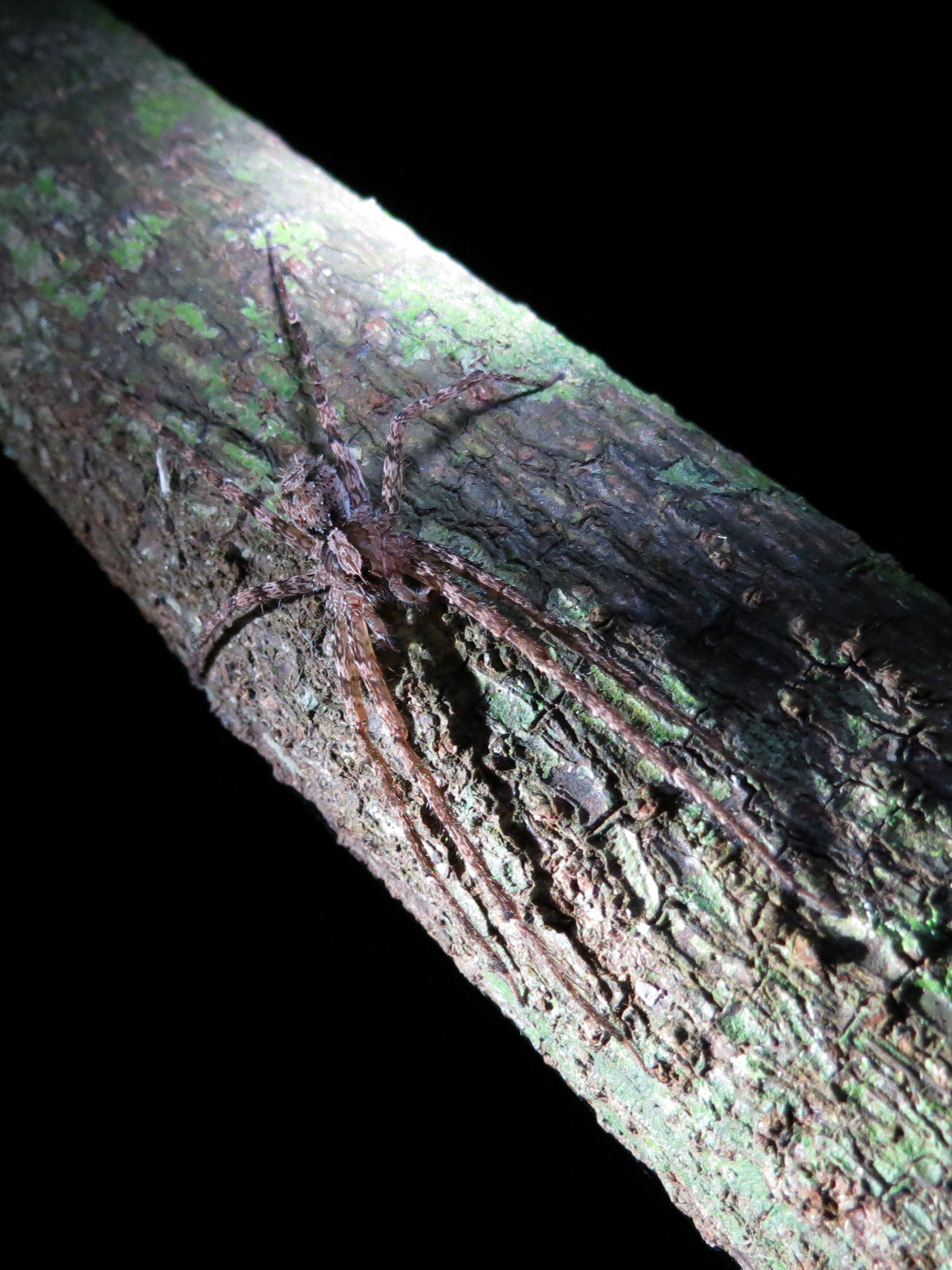
Ruhendes Männchen der Gattung Acanthoctenus in der Nacht

Die Kammspinnen teilen mit vielen Spinnen der Überfamilie der Wolfspinnenartigen die nachtaktive Lebensweise und unternehmen in ihrer Aktivitätszeit weitläufige Wanderungen. Die Aktivitätszeit beginnt etwa eine Stunde nach Sonnenuntergang. Während der Fortbewegung können die Spinnen auch hohe Laufgeschwindigkeiten erreichen, die insbesondere bei der Jagd auf Beutetiere bemerkbar werden. Die meisten Kammspinnen leben in Bodennähe, wobei wenige Arten auch in höherer Vegetation anzutreffen sind.
Allgemein ist vor allem die Lebensweise der amerikanischen Vertreter der Kammspinnen und darunter vor allem die der Gattungen Ancylometes Ctenus sowie die der Bananenspinnen (Phoneutria) gut erforscht. Arten der Gattung Ancylometes führen eine amphibische Lebensweise und leben ausschließlich am Bodenbereich in direkter Nähe von Gewässern. Am Tag verstecken die Tiere sich in natürlichen Spalten aller Art. Die äußert lauffreudigen Vertreter der Bananenspinnen verstecken sich am Tag ebenfalls in Spalten, unter Felsen oder umgestürzten Baumstämmen sowie an Bromelien. Die synanthropischen (an menschliche Siedlungsbereiche anpassungsfähige) Arten, wie die Brasilianische Wanderspinne (P. nigriventer) verbergen sich dabei auch häufig in Plantagen der Dessertbanane (Musa × paradisiaca). Die Arten der Gattung Ctenus verstecken sich im Gegensatz zu denen beider vorheriger Gattungen nicht.

### Jagdverhalten und Beutespektrum

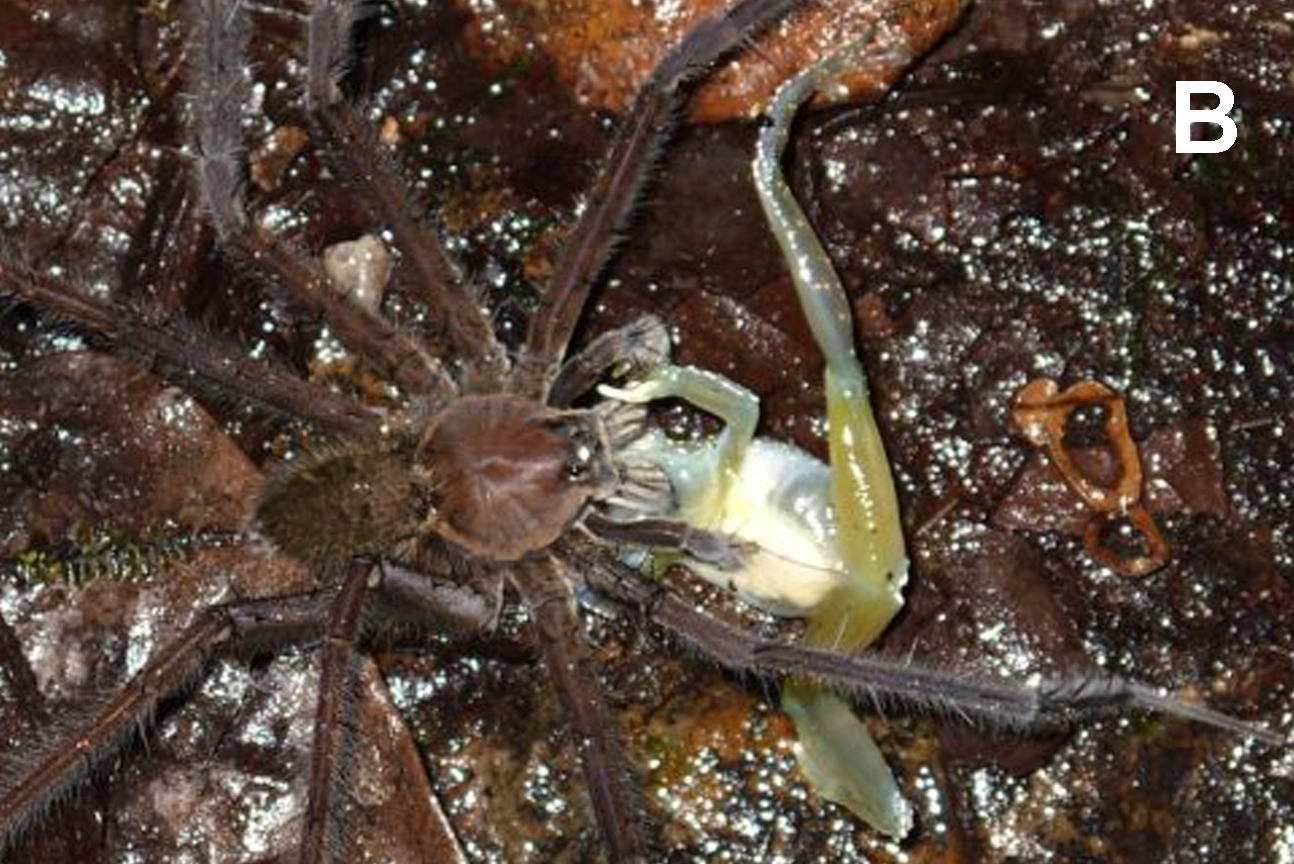
Kammspinne der Gattung Ctenus mit erbeutetem Frosch der Art Cochranella mache

Alle Kammspinnen legen wie die meisten Spinnen der Überfamilie der Wolfspinnenartigen kein Spinnennetz zum Fangzweck an, sondern jagen freilaufend als Lauerjäger. Dabei können die Tiere dennoch auch während der Jagd hohe Laufgeschwindigkeiten erreichen. Spinnseide kommt dabei seitens der Kammspinnen kaum zum Einsatz. Das Beutespektrum der Kammspinnen setzt sich sowohl aus anderen Gliederfüßern, darunter Insekten oder weitere Spinnen, als auch aus kleineren Wirbeltieren zusammen. Die Arten der Gattung Ancylometes können zusätzlich und ähnlich wie Spinnen aus der Gattung der Uferjäger (Dolomedes) innerhalb der Familie der Raubspinnen (Pisauridae) auf Gewässern jagen und dabei sowohl Frösche als auch Kaulquappen sowie kleinere Fische erbeuten.

### Natürliche Feinde und Abwehrstrategien

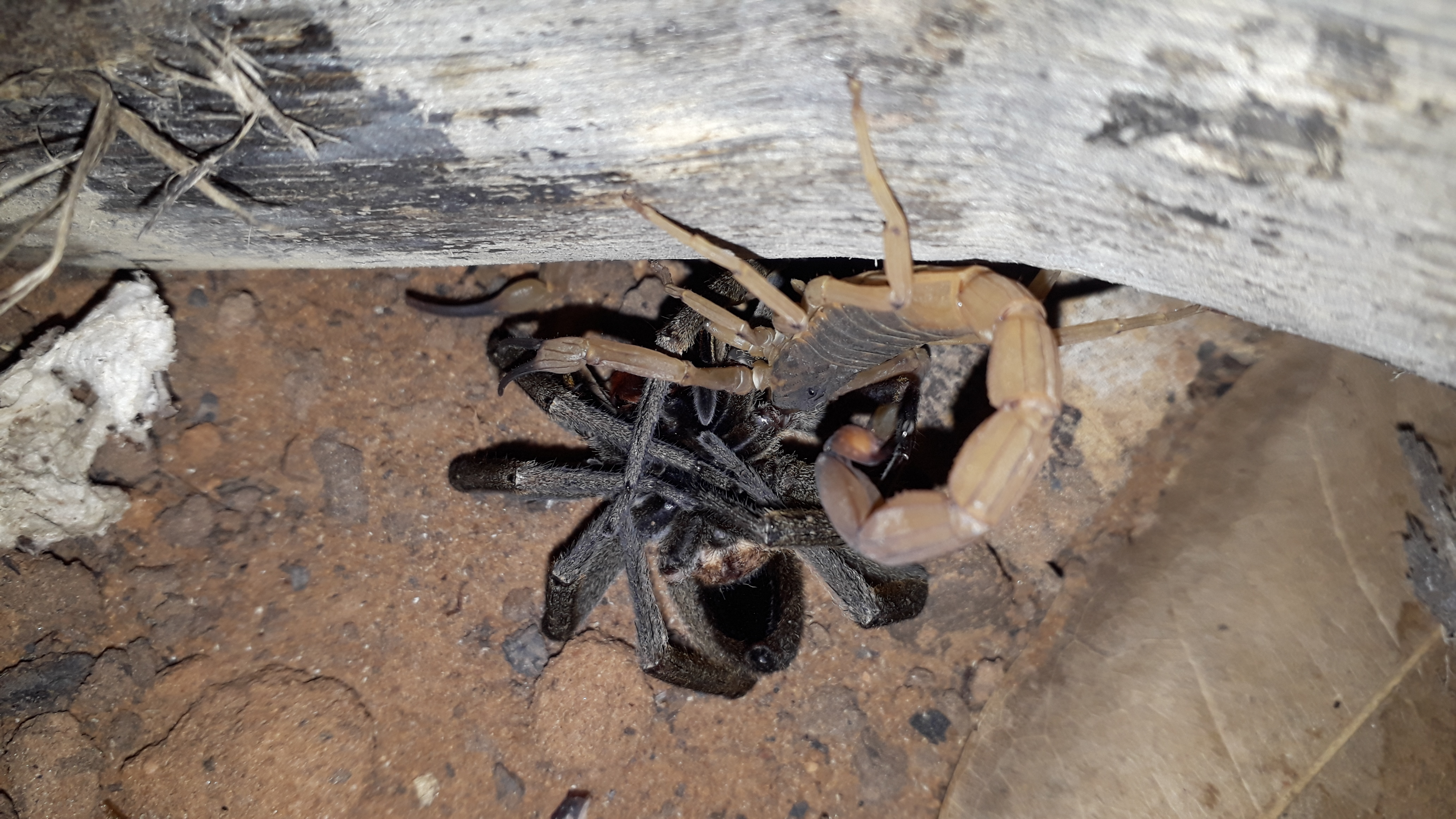
Eine Bananenspinnen (Phoneutria) als Beute eines Skorpions der Art Tityus serrulatus

Als Prädatoren (Fressfeinde) der Kammspinnen spielen insbesondere bei denen der Gattung Ctenus größere Wirbeltiere, darunter Reptilien und Vögel, eine wichtige Rolle. Dazu kommen vermehrt bei dieser Gattung auch Wanderameisen. Unter den Gliederfüßern sind vor allem die oftmals deutlich größeren Vogelspinnen häufige Feinde der Kammspinnen. Gleiches gilt für Skorpione. Gelegentlich treten in Form von Parasitoiden auch Wegwespen als Antagonisten von Kammspinnen in Erscheinung.

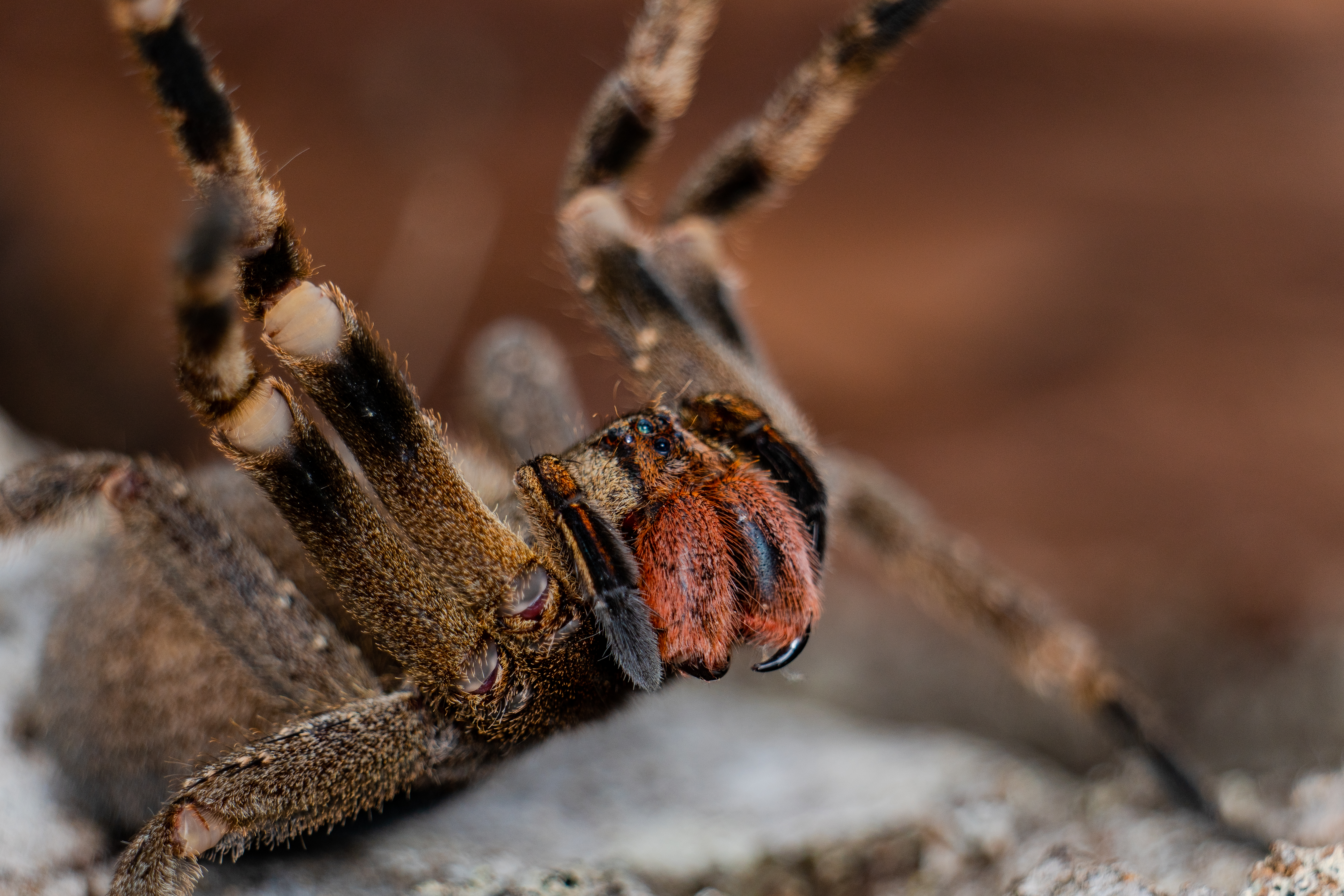
Typisches Drohverhalten einer Brasilianischen Wanderspinne (Phoneutria nigriventer)

Kammspinnen haben verschiedene Mechanismen entwickelt, um Prädatoren zu entkommen. Viele Arten verlassen sich auf ihre angepasste Tarnfärbung oder verstecken sich schnell in den nächstgelegenen Unterschlupf. Die schwimmfähigen Kammspinnen der Gattung Ancylometes können für mehrere Minuten komplett unter die Wasseroberfläche tauchen. Arten der Bananenspinnen (Phoneutria) können unter anderem die Vegetation springend verlassen oder verstecken sich häufig im Basisbereich von Palmengewächsen. Die für Spinnen vergleichsweise leicht reizbaren Arten dieser Gattung können überdies eine markante Drohgebärde vollführen. Ein Giftbiss wäre dann nach ausbleibender Wirkung dieses Verhaltens die letzte Verteidigungsmöglichkeit dieser Spinnen.

### Lebenszyklus und Phänologie

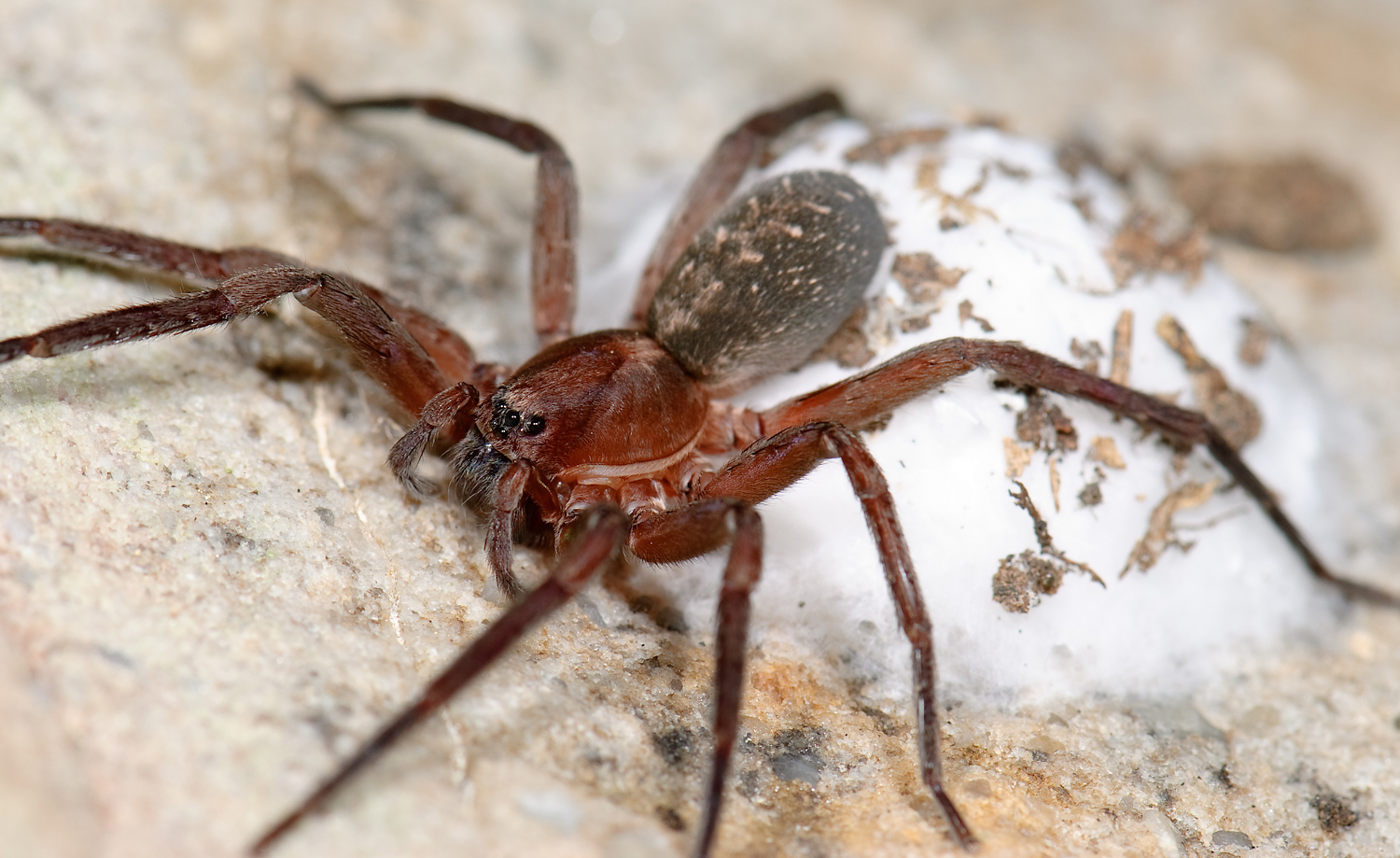
Ein Weibchen von Ctenus exlineae bewacht seinen Eikokon

Der Lebenszyklus der Kammspinnen ist bisher nur bei wenigen Vertretern der Familie erforscht. Die Phänologie (Aktivitätszeit) variiert bei den verschiedenen Arten stark, beläuft sich aber zumindest bei den südamerikanischen Vertretern auf die Regenzeit, gleichzeitig nimmt dort die Häufigkeit der Spinnen während der Trockenzeit jedoch zu. Insgesamt sind in den Zeiträumen einiger Monate die Arten vieler Gattungen der Familie häufig anzutreffen, während innerhalb anderer Monate sogar häufigere Arten der Kammspinnen kaum vorfindbar sind. Der Grund für diese Unterschiede ist unbekannt. Nach der Paarung legen die Weibchen zumeist mehrere hundert Eier in einem für Spinnen typischen Eikokon ab. Die geschlüpften Jungtiere benötigen meistens zwei bis drei Jahre zum Heranwachsen. Der Großteil von ihnen stirbt vor dem Erlangen der Geschlechtsreife.

## Systematik
Der World Spider Catalog listet für die Kammspinnen aktuell 48 Gattungen und 533 Arten. (Stand: April 2019)
- Acantheis Thorell, 1891
- Acanthoctenus Keyserling, 1877
- Africactenus Hyatt, 1954
- Afroneutria Polotow & Jocqué, 2015
- Amauropelma Raven, Stumkat & Gray, 2001
- Amicactenus Henrard & Jocqué, 2017
- Anahita Karsch, 1879
- Ancylometes Bertkau, 1880
  - Wasserjagdspinne (A. bogotensis (Keyserling, 1877))
  - Riesenfischerspinne (A. rufus (Walckenaer, 1837))
- Apolania Simon, 1898
- Arctenus Polotow & Jocqué, 2014
- Asthenoctenus Simon, 1897
- Bengalla Gray & Thompson, 2001
- Califorctenus Jiménez, Berrian, Polotow & Palacios-Cardiel, 2017
  - Califorctenus cacachilensis Jimenez, Berrian, Polotow & Palacios-Cardiel, 2017
- Caloctenus Keyserling, 1877
- Celaetycheus Simon, 1897
- Centroctenus Mello-Leitão, 1929
- Chococtenus Dupérré, 2015
- Ciba Bloom, Binford, Esposito, Alayón, Peterson, Nishida, Loubet-Senear & Agnarsson, 2014
- Ctenus Walckenaer, 1805
  - Ctenus monaghani Jäger, 2013
  - Ctenus yaeyamensis Yoshida, 1998
- Diallomus Simon, 1897
- Enoploctenus Simon, 1897
- Gephyroctenus Mello-Leitão, 1936
- Isoctenus Bertkau, 1880
- Janusia Gray, 1973
- Leptoctenus L. Koch, 1878
- Macroctenus Henrard & Jocqué, 2017
- Mahafalytenus Silva-Dávila, 2007
- Montescueia Carcavallo & Martínez, 1961
- Nimbanahita Henrard & Jocqué, 2017
- Nothroctenus Badcock, 1932
- Ohvida Polotow & Brescovit, 2009
- Parabatinga Polotow & Brescovit, 2009
- Perictenus Henrard & Jocqué, 2017
- Petaloctenus Jocqué & Steyn, 1997
- Bananenspinnen (Phoneutria Perty, 1833)
  - Brasilianische Wanderspinne (P. nigriventer (Keyserling, 1891))
  - Große Bananenspinne (P. boliviensis (F. O. Pickard-Cambridge, 1897))
- Phymatoctenus Simon, 1897
- Piloctenus Henrard & Jocqué, 2017
- Sinoctenus Marusik, Zhang & Omelko, 2012
- Thoriosa Simon, 1910
- Toca Polotow & Brescovit, 2009
- Trogloctenus Lessert, 1935
- Trujillina Bryant, 1948
- Tuticanus Simon, 1897
- Viracucha Lehtinen, 1967
- Wiedenmeyeria Schenkel, 1953